# Pleurostachys puberula
Pleurostachys puberula är en halvgräsart som beskrevs av Johann Otto Boeckeler. Pleurostachys puberula ingår i släktet Pleurostachys och familjen halvgräs. Inga underarter finns listade i Catalogue of Life.